# Rennellia borneensis
Rennellia borneensis là một loài thực vật có hoa trong họ Thiến thảo. Loài này được Baill. miêu tả khoa học đầu tiên năm 1879.